# Похований лід
Похований лід (рос. погребённый лёд, англ. buried ice, fossil ice; нім. begrabenes Eis n, eingebettetes Eis n) – лід, утворений спочатку на земній поверхні, а потім похований під осадовими породами. Найбільші масиви – так званий “мертвий лід”.